# قرار مجلس الأمن التابع للأمم المتحدة رقم 1463
قرار مجلس الأمن التابع للأمم المتحدة رقم 1463، المتخذ بالإجماع في 30 كانون الثاني / يناير 2003، بعد الإشارة إلى جميع القرارات السابقة بشأن الوضع في الصحراء الغربية، ولا سيما القرار 1429 (2002)، مدد المجلس ولاية بعثة الأمم المتحدة للاستفتاء في الصحراء الغربية لمدة شهرين حتى 31 مارس 2003.
مدد مجلس الأمن عملية البعثة لمنح المغرب وجبهة البوليساريو الوقت للنظر في المقترحات التي قدمها الأمين العام مبعوثه الشخصي جيمس بيكر للتوصل إلى حل سياسي للنزاع. نص الاقتراح على تقرير المصير لشعب الصحراء الغربية. وبالإضافة إلى ذلك، طُلب من الأمين العام كوفي عنان تقديم تقرير بحلول 17 آذار / مارس 2003 عن الحالة.

## روابط خارجية
- نص القرار في undocs.org